# Język bakwiri
Język bakwiri albo baakpe − język z rodziny bantu, używany w Kamerunie, w 1982 roku liczba mówiących wynosiła ok. 32 tysięcy.